# 法拉河
31°29′41″N 61°22′48″E / 31.4946°N 61.3800°E

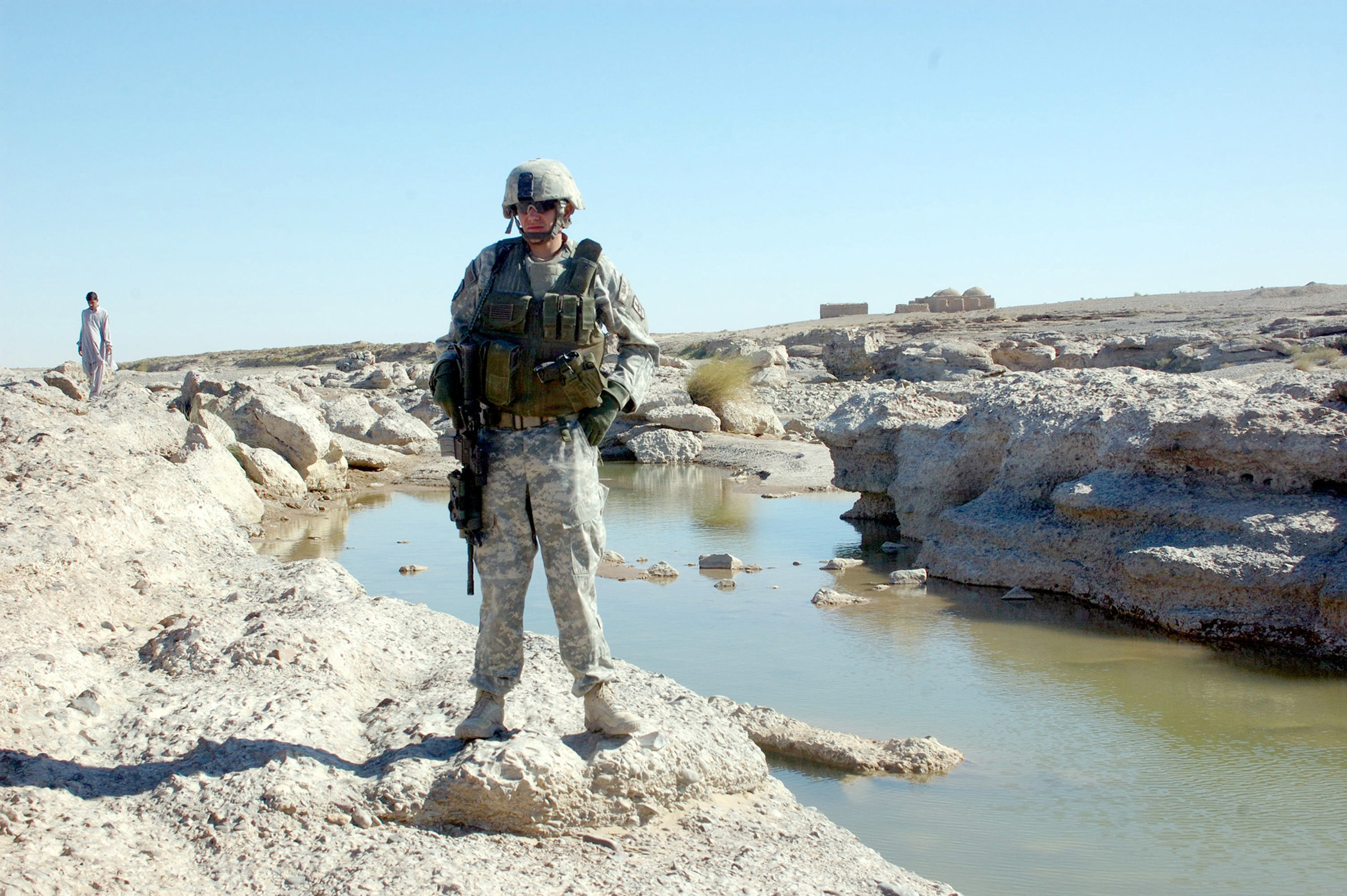
法拉河

法拉河（波斯語：‎），是阿富汗的河流，位於該國中部，河道全長約560公里，流域面積39,954平方公里，發源自古爾省，最終注入澤雷窪地，平均流量每秒48立方米。